# 孟菲斯集團
孟菲斯设计集团（英文：Memphis Group）是一个意大利的设计集团，成立于1980年12月，解散于1987年，由意大利著名设计师埃托雷·索特萨斯和一些年轻的设计师组成。
组织的名称“孟菲斯”（Menphis）有两个含义，一个是埃及的一座古城，另一个是美国田纳西州的以摇滚乐而著名的城市，借此名称希望将传统文明与流行文化相结合。